# Éric Demay
Pour les articles homonymes, voir Demay.
Éric Demay (né à Toulouse  en 1974) est un scientifique français spécialiste de cétologie, fondateur et président de  l'Observatoire Dolphy  de 1992 à 1995, pour l'observation et la protection du dauphin femelle Dolphy, et du groupement TURSIOPS depuis 1993. Il travaille avec les dauphins depuis ses premières rencontres en 1991 avec les cétacés de Bunbury en Australie. Il est l'auteur de plusieurs ouvrages sur les dauphins et les baleines. 

## Présentation
C’est sur la côte ouest de l’Australie que tout commence. Sa relation privilégiée avec les dauphins sauvages lui donne l’occasion de travailler comme soigneur au Dolphin Discovery Centre de Bunbury. Il s’occupe alors tout particulièrement de la femelle « Sarana » qui perd prématurément son premier delphineau. Cette femelle lui avait présenté son nouveau-né juste après sa naissance. Ce premier voyage en Australie le mène ensuite à Monkey Mia où il assiste les rangers lors des séances de nourrissages, et à Coffs Harbour où il est employé pour divertir et soigner les cétacés. 
Il rentre ensuite en France et travaille entre 1992 et 1995 pour le groupe scientifique GECEM (Groupe d’Études des Cétacés de Méditerranée) en qualité de chargé d’étude pour le suivi, la protection et l’étude du dauphin « Dolphy » à Collioure. Il vit 24 /24 h avec ce dauphin pendant presque trois années, le surveillant et obtenant à son contact de multiples renseignements sur les dauphins dits  ambassadeurs. Il est à l'origine du premier texte de loi interdisant de toucher un dauphin sauvage. À cette époque, la seule loi existante était proposée par le ministère des Transports mais ne spécifiait pas les règles éthiques et sanitaires vis-à-vis des dauphins. 
Depuis, Éric Demay a nagé avec plusieurs milliers  de dauphins dans tous les océans du Monde. Il est le plongeur qui a le plus rencontré de dauphins ambassadeurs dans le Monde :  Dolphy bien sûr mais aussi  Fanny et Jean Floch en France, Nicky, Piccolo, Surprise, Puck, Sarana, Tangles ou Holeyfin en Australie, Laura en Egypte. 
Plusieurs émissions de télévision présentent ses actions avec les cétacés notamment dans Ushuaïa, La Marche du siècle, Écolo 6, Plein les yeux ainsi que dans des journaux télévisés.
En 1996, il réalise son premier documentaire Homme et dauphin : mode d’emploi avec Jean-Marc Barr qui obtient le premier prix du festival international d'Illkirch en 1997. Un tournage réalisé en France, en Espagne, en Floride, en Australie et aux Bahamas à la rencontre des dauphins ambassadeurs. Il est le premier à aborder les problèmes de captivité dans ce documentaire.
En 2000, en collaboration avec l'Institut océanographique des Embiez en France, il observe les comportements d'un groupe de dauphins « bleu et blanc » rentré dans le port. Il sauve la vie d'un de ces dauphins en lui retirant un hameçon planté dans la bouche.
En 2012 en mer Rouge, la femelle Laura lui amène un morceau de corail mort dans la main, lors de son deuxième séjour c'est le mâle Lino qui lui donne un corail. Depuis Éric Demay travaille en collaboration avec les autorités scientifiques et les organisations gouvernementales locales pour la protection des dauphins de mer Rouge.